# FL Studio
FL Studio (ehemals Fruity Loops) ist eine Digital Audio Workstation des belgischen Unternehmens Image-Line Software. Das Programm ermöglicht das Komponieren von Musikstücken mithilfe von Samples, Software-Synthesizern und externen MIDI-Geräten, die Aufnahme und Bearbeitung von Tonmaterial und das Aufführen von Musikstücken.
Eine funktionseingeschränkte Version für mobile Geräte mit Apple iOS, Android und Windows 10 Mobile existiert unter dem Namen FL Studio Mobile.

## Funktionsweise
Der Arbeitsbereich von FL Studio ist in verschiedene Fenster unterteilt.
In der Playlist werden Tonspuren und Audiodateien als Audio Clips, MIDI-Daten als Pattern Clips und Automationskurven als Automation Clips organisiert und angeordnet.
Im Channel Rack werden virtuelle Instrumente und die dazugehörigen MIDI-Spuren verwaltet. MIDI-Daten können mit der Tastatur oder mit externen MIDI-Geräten aufgenommen werden. Die Bearbeitung und manuelle Eingabe findet im Piano Roll statt.
Im Mixer werden die, den verschiedenen Kanälen zugewiesenen, Klangquellen in ihrer Lautstärke und Panorama-Position angepasst und mit virtuellen Effekten wie beispielsweise einem Equalizer oder einem Kompressor versehen.
Mit dem Browser werden Dateien gesucht und per Drag and Drop in die verschiedenen Fenster des Arbeitsbereiches gezogen, Projekte verwaltet und die Plug-in-Datenbank organisiert. Dateien können ganze Projekt-Dateien (äquivalent zum manuellen Laden eines Projektes), Audiodateien, Presets und Plug-ins sein.

## Virtuelle Effekte und Instrumente
FL Studio unterstützt die Einbindung von VST-Plug-ins, die es als virtuelle Effekte ermöglichen, bestehende Klangquellen zu verändern und als virtuelle Instrumente Klänge zu generieren. Es können sowohl die zum Lieferumfang gehörenden VST-Plug-ins, als auch die von unabhängigen Drittanbietern verwendet werden.
Neben den mitgelieferten virtuellen Effektgeräten und Synthesizern, können mit dem virtuellen Sampler und dem virtuellen Drumcomputer Audiodateien modifiziert und in das Projekt eingebettet werden.
Dank ASIO-Fähigkeit können die Instrumente nahezu latenzfrei (d. h. in Echtzeit, ohne zeitliche Verzögerung) gespielt werden (eine ASIO-kompatible Soundkarten-/Treiberkombination vorausgesetzt).

## Hintergründe

### Vertrieb und Produktpolitik
FL Studio wird als die im Funktionsumfang eingeschränkte Fruity Edition und die vollwertige Producer Edition vertrieben. Darüber hinaus kann man das Signature Bundle erwerben und erhält Zugriff auf zusätzliche VST-Erweiterungen.
Ursprünglich konnte man FL Studio lediglich über das Internet beziehen, inzwischen ist eine Boxed-Version auch im Fachhandel erhältlich.
Das Aktualisieren von FL Studio auf neuere Versionen ist durch das Lifetime Free Update kostenfrei und uneingeschränkt möglich.

### Entwicklung
Agierte die Software, entwickelt von Didier Dambrin, in der ersten Version 1.0 im Jahr 1997 noch als reiner MIDI-Drumcomputer, wurde der Funktionsumfang bald um VST- und DirectX-Unterstützung erweitert. Spätere Releases machten FL Studio zu einer komplexen Digital-Audio-Workstation-Software. Entwickelt wurde die Software mit der Entwicklungsumgebung Delphi. Die aktuelle Version ist die 24.x Reihe. Vor der Veröffentlichung von FL Studio 20 war die macOS-Version noch in der Entwicklung. Seit FL Studio 20 ist FL Studio auch offiziell für macOS verfügbar.

### Vektorisierte Benutzeroberfläche
Die Benutzeroberfläche von FL Studio ist vollständig vektorisiert und in diskreten Schritten skalierbar. FL Studio kann dadurch auf Bildschirmen mit einer hohen Bildauflösung oder hohen Punktdichte bei gleichbleibender Größe verlustfrei und detailreicher dargestellt werden. Ein Teil der mitgelieferten Plug-ins und die meisten Plug-ins von Drittanbietern basieren noch auf Rastergrafiken und können deshalb nicht verlustfrei skaliert werden. Image-Line ist bestrebt, die mitgelieferten Plug-ins ebenfalls vollständig zu vektorisieren.

### Nutzer
Zahlreiche etablierte Produzenten verwenden FL Studio, darunter Madeon, Brian Transeau, Basshunter, Martin Garrix, Avicii, Feed Me, Mike Oldfield, 9th Wonder, Afrojack, Imanbek, Pvlace und Louis Bell (u. a. Produzent von Post Malone).

## Auszeichnungen
| Jahr | Auszeichnung                     | Kategorie | Werk      | Ergebnis | Quelle |
| ---- | -------------------------------- | --------- | --------- | -------- | ------ |
| 2018 | International Dance Music Awards | Best DAW  | FL Studio | Gewonnen | [ 7 ]  |
| 2019 | International Dance Music Awards | Best DAW  | FL Studio | Gewonnen | [ 8 ]  |
| 2020 | International Dance Music Awards | Best DAW  | FL Studio | Gewonnen | [ 9 ]  |
| 2020 | Music Radar Poll                 | Best DAW  | FL Studio | Gewonnen | [ 10 ] |